# Maria Almeda Schricker
Maria Almeda Schricker SSND (* 28. April 1879 in Tirschenreuth; † 29. Dezember 1955 in München) war eine deutsche Ordensschwester. Sie war Generaloberin der Armen Schulschwestern.

## Leben
Als Therese Schricker geboren, wurde sie am 12. August 1902 eingekleidet, legte am 12. August 1903 ihre zeitliche Profess ab und nahm den Ordensnamen Almeda an. 1928 wurde sie zur fünften Nachfolgerin von Karolina Gerhardinger gewählt.
Fast 77 Jahre alt, starb sie im Münchener Mutterhaus und ruht im Angerkloster in München.

## Auszeichnungen
- 1954: Großes Bundesverdienstkreuz